# Marché de Noël de Metz
Le marché de Noël de Metz est un marché de Noël traditionnel Lorrain de Metz, dans la Moselle. Il a lieu tous les ans et commence à mi novembre pour se finir le 31 décembre.

## Histoire
Après le marché de Noêl de Yutz, la première édition du marché de Noël de Metz fut inaugurée le 2 décembre 1994, à cette époque, il regroupait déjà une cinquantaine de chalets sur la place Saint-Louis. La ville se compose de chalets de bois, décors festifs, illuminations, vendeurs de spécialités sucrées et salées, etc.

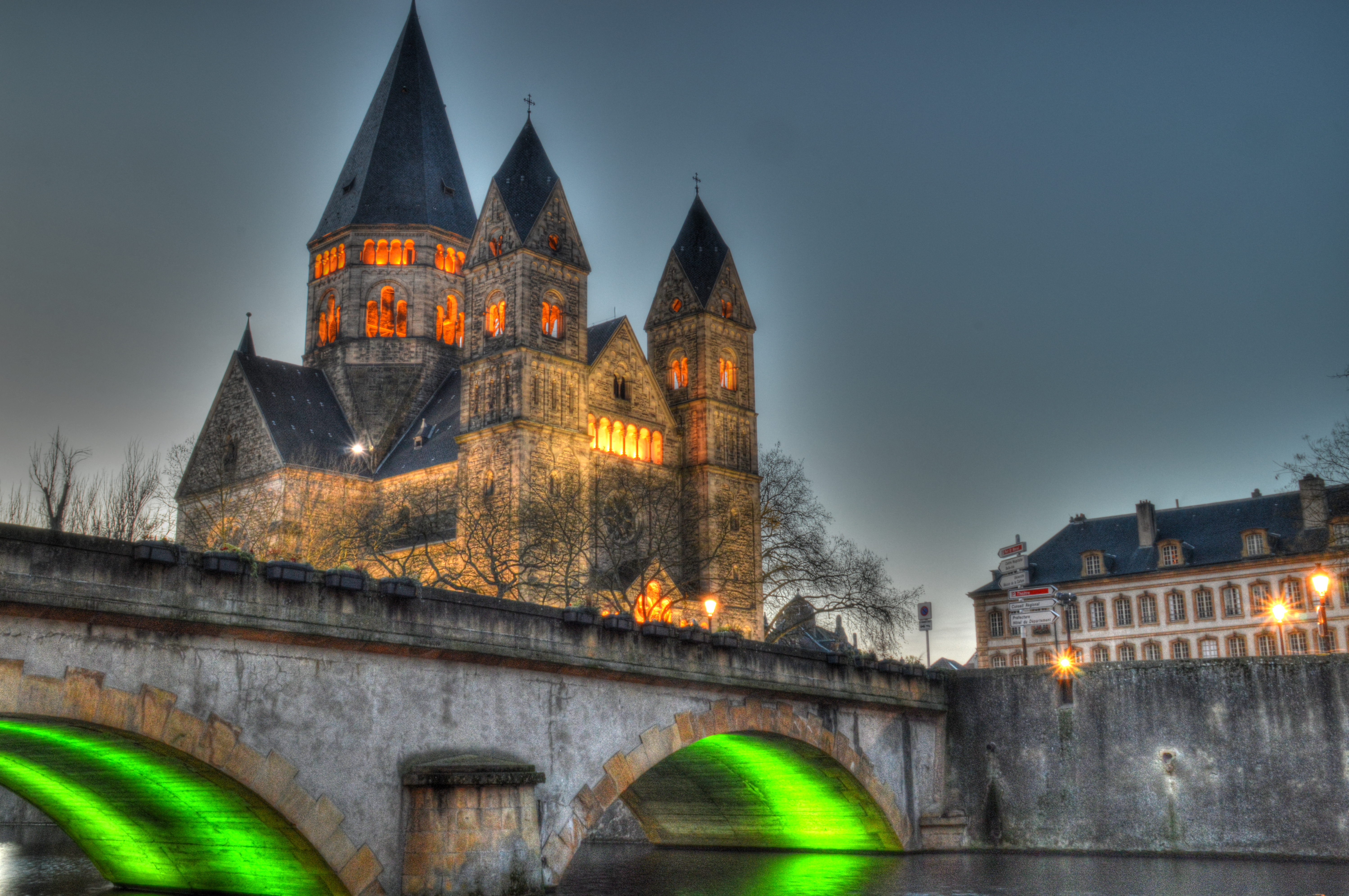
Temple neuf en hiver.
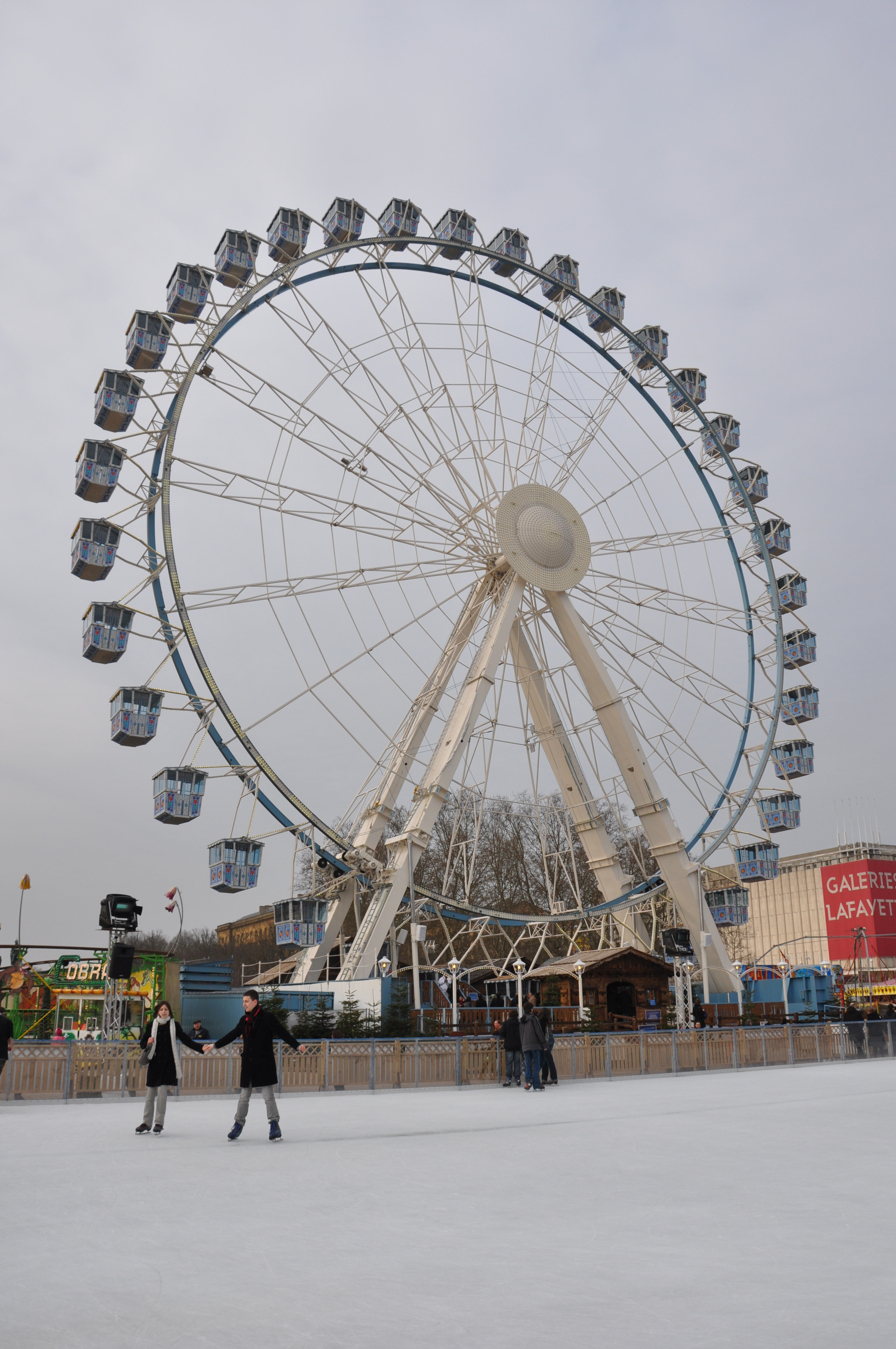
Grande roue et patinoire à Metz-Centre.
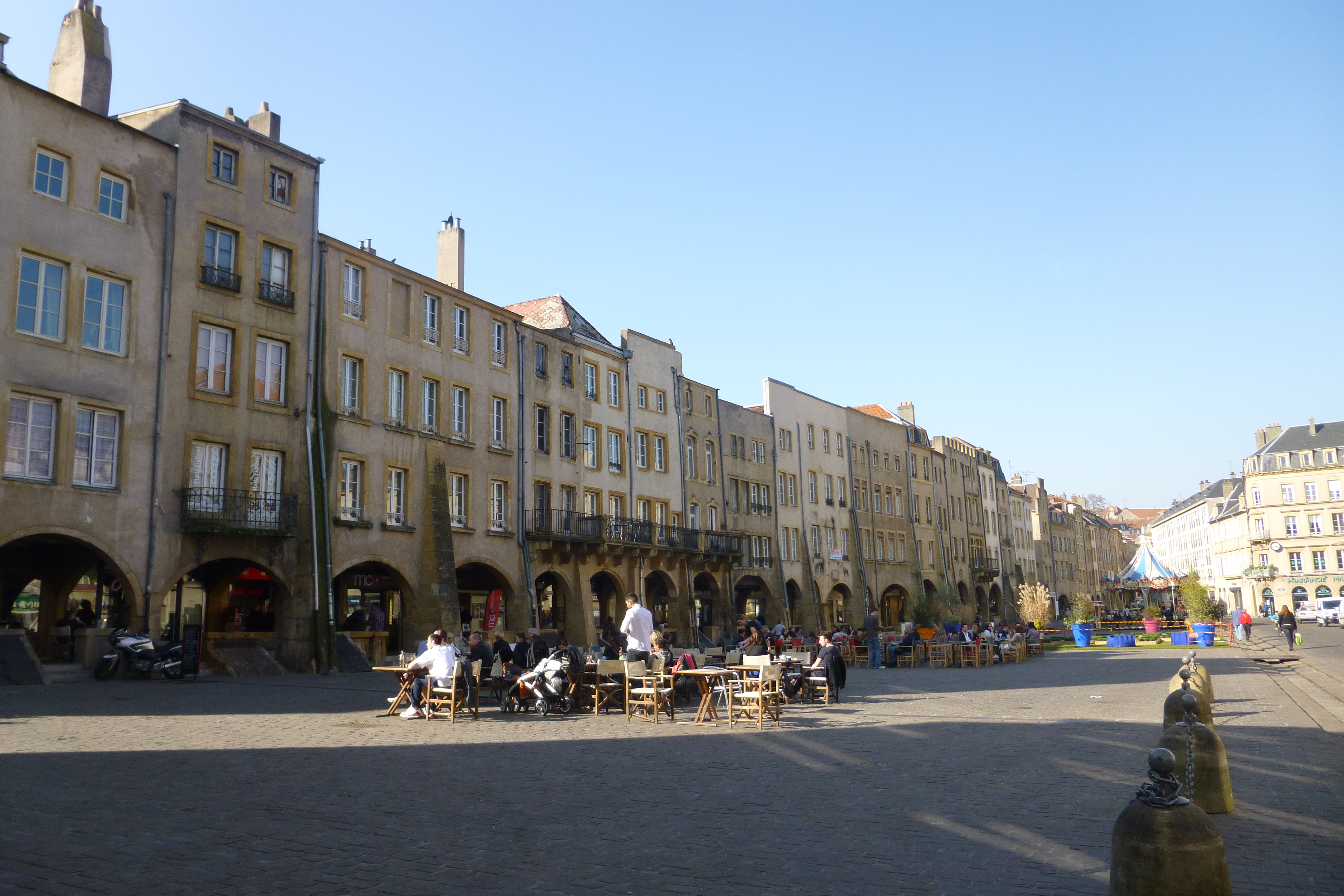
Place Saint-Louis à Metz.

Le marché de Noël dure de mi novembre jusqu’au 31 décembre devant la gare et sur les places Saint-Louis, Saint-Jacques, de Chambre, d'Armes (avec la grande roue), sur le forum du centre Saint-Jacques et au jardin de l’Esplanade ainsi que sur la place de la République.
Le sentier des Lanternes propose également un parcours jalonné de lanternes illuminées et dédié à la découverte des traditions de Noël.